# The Early Years – Revisited
The Early Years – Revisited — одиннадцатый студийный американской панк-рок группы Zebrahead, выпущенный 21 апреля 2015 года. Альбом состоит из перезаписанных треков ранних лет (с 1998 по 2003 год) с новым вокалистом и ритм-гитаристом, Мэтти Льюисом и гитаристом Дэном Палмером, пришедших на место вместо бывших участников группы, Джастина Мауриэлло и Грега Бёргдорфа, которые участвовали в оригинальных записях.
Альбому предшествовал сингл «Devil on My Shoulder», выпущенный 26 марта 2015 года. Клип к песне был выложен в интернет в тот же день

## История
В феврале 2015 года, после анонса сборника хитов Greatest Hits? – Volume 1, выпущенного специально для Японии, Zebrahead подтвердили глобальный выход перезаписанных треков вместе с новой песней «Devil on My Shoulder» 21 апреля 2015 года.

## Список композиций
| №   | Название                                                                | Длительность |
| --- | ----------------------------------------------------------------------- | ------------ |
| 1.  | «Check»                                                                 | 2:25         |
| 2.  | «Get Back»                                                              | 3:30         |
| 3.  | «Jagoff»                                                                | 3:26         |
| 4.  | «Playmate of the Year»                                                  | 2:59         |
| 5.  | «Now or Never»                                                          | 3:00         |
| 6.  | «Wasted»                                                                | 3:26         |
| 7.  | «Rescue Me»                                                             | 3:18         |
| 8.  | «Into You»                                                              | 3:07         |
| 9.  | «Hello Tomorrow»                                                        | 3:57         |
| 10. | «Wannabe»                                                               | 2:31         |
| 11. | «Broadcast to the World»                                                | 3:36         |
| 12. | «Anthem»                                                                | 3:33         |
| 13. | «Postcards from Hell»                                                   | 2:45         |
| 14. | «Hell Yeah!»                                                            | 3:36         |
| 15. | «Mental Health»                                                         | 3:13         |
| 16. | «The Juggernauts»                                                       | 3:58         |
| 17. | «Girlfriend»                                                            | 3:05         |
| 18. | «Get Nice!»                                                             | 3:23         |
| 19. | «Ricky Bobby»                                                           | 2:42         |
| 20. | «She Don't Wanna Rock»                                                  | 3:09         |
| 21. | «Call Your Friends»                                                     | 3:07         |
| 22. | «Sirens»                                                                | 3:26         |
| 23. | «Devil on My Shoulder» (совместно с Джен-Кен Джонни Man with a Mission) | 3:03         |

| №   | Название                                                                 | Длительность |
| --- | ------------------------------------------------------------------------ | ------------ |
| 12. | «Sex, Lies and Audiotape»                                                | 3:13         |
| 13. | «Devil on My Shoulder» (featuring Jean-Ken Johnny of Man with a Mission) | 3:03         |

## Участники записи
- Али Табатабаи — вокал
- Мэтти Люис — вокал, ритм-гитара
- Дэн Палмер — гитара
- Бен Осмундсон — бас-гитара
- Эд Адхус — ударные